# 천안업성고등학교
천안업성고등학교(天安業成高等學校)는 대한민국 충청남도 천안시 서북구 업성동에 있는 공립 고등학교이다.

## 학교 연혁
- 2006년 6월 7일 : 천안백석고등학교 설립 인가(완성학급 36학급)
- 2007년 6월 8일 : 천안업성고등학교 교명 선정
- 2008년 3월 5일 : 제1회 입학식(14학급 541명)
- 2008년 4월 22일 : 개교식
- 2011년 3월 30일 : 자율형 공립고 지정(교육과학기술부)
- 2015년 12월 10일 : 행복나눔학교(혁신학교) 지정
- 2016년 10월 27일 : 자율형 공립고 재지정
- 2019년 10월 18일 : 혁신학교 재지정
- 2021년 11월 10일 : 고교학점제 선도학교 지정
- 2025년 1월 10일 : 제15회 졸업식(12학급 292명)
- 2025년 3월 1일 : 제8대 최재능 교장 부임
- 2025년 3월 4일 : 제18회 입학식(12학급 359명)

## 참고 자료
- 천안업성고등학교 - 한국교육학술정보원 학교알리미